# Friedrich Koch (général)
Pour les articles homonymes, voir Koch.

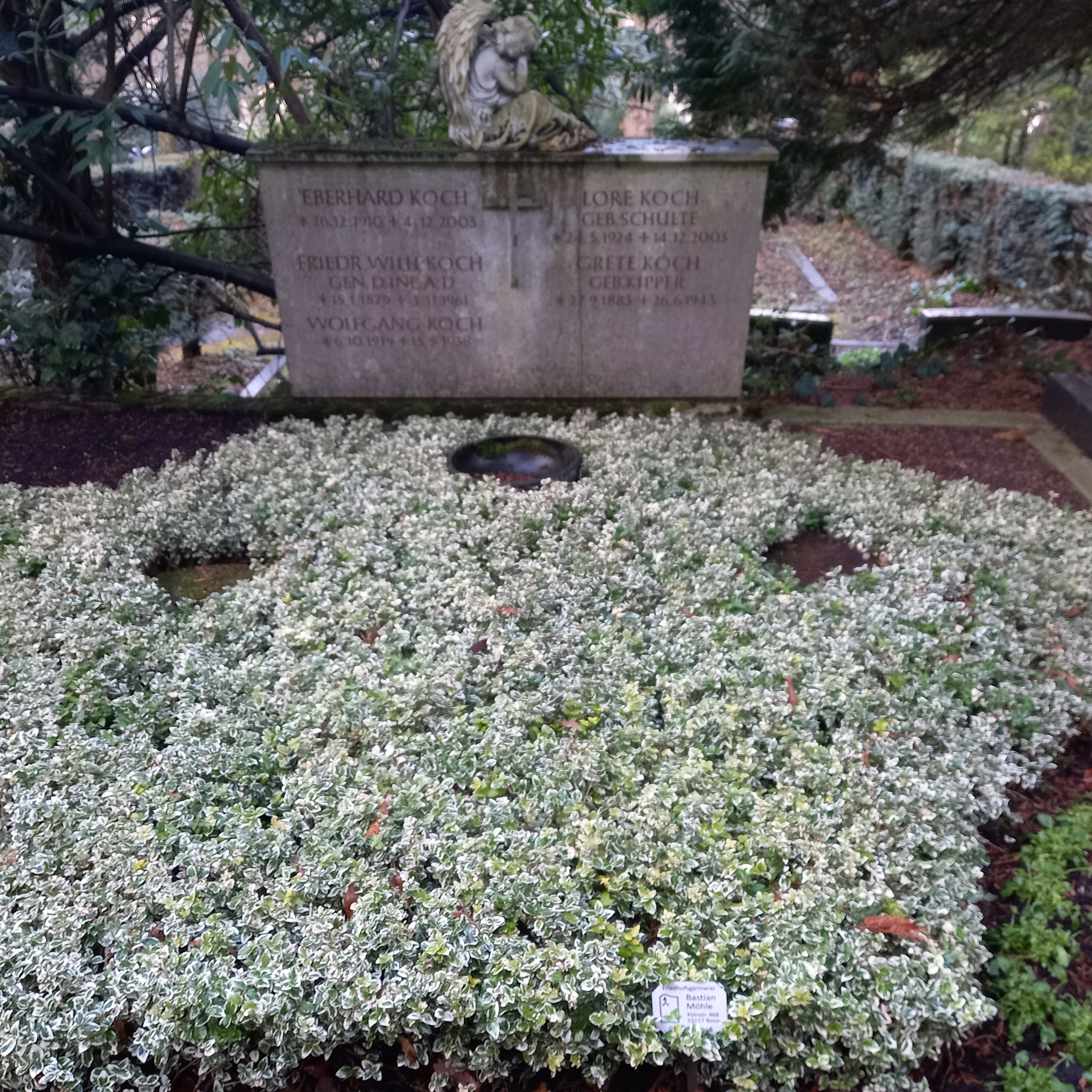
Vue de la sépulture au Kessenicher Bergfriedhof à Bonn

Friedrich Fritz Koch (15 janvier 1879 à Odenkirchen - 3 novembre 1961 à Bonn) est un General der Infanterie allemand qui a servi au sein de la Heer dans la Wehrmacht pendant la Seconde Guerre mondiale.
Il a été récipiendaire de la Croix de chevalier de la Croix de fer. Cette décoration est attribuée pour récompenser un acte d'une extrême bravoure sur le champ de bataille ou un commandement militaire avec succès.

## Biographie
Friedrich Koch est un premier temps retiré de l'armée le 1er novembre 1931.

le 1er février 1932, il entre dans la Reichskriegerbund/Kriegerkameradschaft Hennef, puis il devient membre de la Stahlhelm de 1932 à 1933. Il est transféré dans la SA-Reserve II le 15 mai 1934 pour être transféré le 20 avril 1937 dans la Allgemeine SS.

Le 30 août 1939, il est mis à la disposition de l'armée et il est nommé commandant de la 254. Infanterie-Division du 26 août 1939 au 1er mai 1940. À cette date, il prend le commandement du XXXXIV. Armeekorps jusqu'au 11 novembre 1941) où il est mis dans la Führer-Reserve OKH.

Il est retiré définitivement du service actif de la Wehrmacht le 31 mai 1942.

## Promotions
| Fähnrich                      | 24 mai 1898       |
| Leutnant                      | 27 janvier 1899   |
| Oberleutnant                  | 19 août 1909      |
| Hauptmann                     | 1er octobre 1913  |
| Major                         | 22 mars 1919      |
| Oberstleutnant                | 15 novembre 1922  |
| Oberst                        | 1er mai 1927      |
| Generalmajor                  | 1er février 1931  |
| Charakter als Generalleutnant | 1er novembre 1931 |
| SS-Mann                       | 20 avril 1937     |
| SS-Standartenführer           | 20 avril 1937     |
| SS-Oberführer                 | 12 septembre 1937 |
| Generalleutnant z.V.          | 1er mai 1940      |
| General der Infanterie z.V.   | 1er décembre 1940 |
| SS-Brigadeführer              | 9 novembre 1942   |
| SS-Gruppenführer              | 30 janvier 1943   |

## Décorations
- Croix de fer (1914)
  - 2e Classe
  - 1re Classe
- Croix hanséatique de Hambourg et Brême
- Croix de chevalier de l'Ordre royal de Hohenzollern avec glaives le 18 août 1917
- Fürstl. Lippischer Hausorden 4e Classe
- Braunschweigisches Kriegsverdienstkreuz 2e Classe
- Kgl. Preuss. Dienstauszeichnungskreuz
- Croix d'honneur
- Agrafe de la Croix de fer (1939)
  - 2e Classe
  - 1re Classe
- Croix de chevalier de la Croix de fer
  - Croix de chevalier le 13 octobre 1941 en tant que General der Infanterie et commandant du XXXXIV. Armeekorps[1]